# ستايسي كولي
ستايسي كولي (بالإنجليزية: Stacy Coley)‏ هو لاعب كرة قدم أمريكية أمريكي، ولد في 13 مايو 1994 في بومبانو سيتي في الولايات المتحدة.

## وصلات خارجية
- ستايسي كولي على موقع مرجع كرة القدم المحترفة.كوم (الإنجليزية)